# Épanchoir de Foucaud
El Épanchoir de Foucaud es un pequeño jardín botánico que se encuentra en Pennautier en las afueras de Carcassonne, Aude, Languedoc-Roussillon, Francia. 

## Localización
El jardín botánico se encuentra sobre un aliviadero del exceso de agua (épanchoir) del canal du Midi. El jardín está abierto todos los días sin tarifa de entrada.

## Colecciones
Contiene una colección de unas 500 especies de plantas mediterráneas de plantas cultivadas sobre un épanchoir (aliviadero) del canal du Midi.